# IC 2639
IC 2639 ist eine elliptische Galaxie vom Hubble-Typ E0 im Sternbild Löwe an der Ekliptik. Sie ist schätzungsweise 549 Millionen Lichtjahre von der Milchstraße entfernt und hat einen Durchmesser von etwa 65.000 Lj.

Im selben Himmelsareal befinden sich u. a. die Galaxien IC 2637, IC 2648, IC 2676, IC 2680.
Das Objekt wurde am 27. März 1906 von Max Wolf entdeckt.